# Hydroponic Garden
A Hydroponic Garden a svéd Carbon Based Lifeforms ambient duó első (a Notch-ként kiadott The Path albumot is számítva második) nagylemeze. 2003-ban jelent meg az Ultimae Recordsnál, 2015-ben egy újrakevert változatot is kiadtak.

## Keletkezése
Johannes Hedberg és Daniel Ringström (később Segerstad) göteborgi zenészek 1996-ban alapították meg Carbon Based Lifeforms projektjüket, és 1998-ban készítették el The Path című demólemezüket (melynek első változatát még Notch név alatt adták ki). A demónak köszönhetően az Ultimae Records felfedezte őket és 2001-ben szerződést ajánlott nekik; 2002–2003 során pedig megírták első „komoly” albumukat, a Hydroponic Gardent.
A zene Steinberg Cubase segítségével készült. Az 1, 2, 8. számokat Ringström, a 10. számot Hedberg egyedül írta, a többin mindketten dolgoztak.
A zenészek eredetileg nem terveztek további Carbon Based Lifeforms-albumokat, de a pozitív visszajelzés és a rajongók levelei meggyőzték őket, hogy folytassák a munkát, így 2006-ban kiadták következő lemezüket, a World of Sleeperst.

## Leírása
A Hydroponic Garden az úgynevezett „Ultimae-trilógia” első része. Az Ultimae Recordsnál kiadott három acid/ambient stílusú CBL-album egymás folytatásának tekinthető, és ezt a zeneszámok számozása (1-től 33-ig) is kihangsúlyozza.
Sötét, misztikus hangulatú zene, melyhez a legtöbben űrbéli, távoli, idegen világokat társítanak, a „földönkívüli élet keresésének filmzenéjeként” írják le. Egyszerre nyugtató és felkavaró, az általa festett képek határozottak és maradandóak. A lemez első számai lendületesek, erőteljesek és dallamosak, de az idő elteltével az ütőhangszerek elmaradnak, az acid lassan helyet ad az ambient hangulatnak, a struktúra mind jobban szétesik (Exosphere), a lefestett környezet egyre idegenebb és ijesztőbb lesz (Comsat). Bár néhány helyen kísérletet tesz az embereiesség visszanyerésére (Epicentre), az ismert világ alkotóelemeire hullik szét (Artificial Island), míg a végén csak egy szintetikus univerzum marad, melyben az ember újra fel kell fedezze a szépséget (Refraction 1.33).
Az együttes egyik klasszikus és legnagyobbra tartott műve a MOS 6581, és a zenészek megjegyzése szerint a kezdeti időszakban ez „fogta meg” a legtöbb új rajongót. A szám alatt hallható torzított szöveg a mongol sztyeppékről szóló A Steppe Ahead 1999-es dokumentumfilmből származik.
Az album jelentős népszerűségre tett szert az ambient rajongók körében; egy kritikus szerint „az ambient zene fejlődésének következő, logikus állomása”.

### Számlista
1. Central Plains
2. Tensor
3. MOS 6581
4. Silent Running
5. Neurotransmitter
6. Hydroponic Garden
7. Exosphere
8. Comsat
9. Epicentre (First Movement)
10. Artificial Island
11. Refraction 1.33

## Változatai
2015-ben a duó újrakeverte korai albumait (így a Hydroponic Gardent is), hogy egységesebbé tegyék a CBL-albumok hangzását. Az új változatot a finn Blood Records adta ki. A Hydroponic Garden újrakeverésével igen sokat szenvedtek, ugyanis a zene elemei idejétmúlt formátumokban voltak elmentve, számos plugin pedig már nem volt elérhető.
2016-ban kiadták a MOS 6581 Remixes lemezt, melyen az azonos című szám különböző előadók (Saafi Brothers, Hardfloor, Ajja) által készített remixei és egy élő változat kapott helyet. A 2020-as ALT:02 remixlemez tartalmazza a Tensor és a Silent Running élő változatait, és az Epicentre (Second Movement) számot, mely az eredeti albumon található Epicentre (First Movement) továbbgondolása.